# Clemilda Fernandes
Clemilda Fernandes Silva (São Félix do Araguaia, 25 de junho de 1979) é uma ciclista brasileira. É irmã das também ciclistas Janildes Fernandes e Márcia Fernandes, e prima de Uênia Fernandes.

## Trajetória esportiva
Em 2007 conquistou a medalha de bronze nos Jogos Pan-Americanos do Rio, na categoria estrada contrarrelógio individual, disputada no Parque do Flamengo.
Representou o Brasil nas Olimpíadas de 2008 em Pequim, e 2012 em Londres, onde foi a 23ª colocada na prova de estrada e a 18ª colocada na prova de contrarrelógio.
Foi campeã brasileira de ciclismo em 2008.
Em 6 de julho de 2009 Clemilda foi flagrada em exame antidoping na Volta da Itália, por uso de EPO, um hormônio que aumenta a capacidade física em provas longas e é bastante utilizado de maneira ilegal para melhorar o desempenho no ciclismo, mas continuou recebendo normalmente os valores relativos ao Bolsa-Atleta, programa de transferência direta de recursos do Ministério do Esporte. A fraude, entretanto, foi descoberta no mês seguinte e a atleta teve de devolver R$ 68,4 mil aos cofres públicos.
Em 2013 sofreu um grave acidente enquanto treinava, e em 2016 também, mas recuperada participou das Olimpíadas do Rio em 2016, na prova de estrada. Com direito a duas vagas, a outra convocada brasileira foi Flávia Oliveira, e a irmã Janildes ficou como reserva da equipe. Clemilda não conseguiu terminar a prova dentro do tempo limite, acabou sendo desclassificada e terminou na 51ª posição.

## Principais conquistas[13]
- Medalha de bronze no contrarrelógio nos Jogos Pan-Americanos do Rio de Janeiro - 2007
- Medalha de bronze no contrarrelógio nos Jogos Sul-Americanos de Santiago - 2014
- Tricampeã da Copa América - 2005, 2006 e 2007
- Campeã da Volta de El Salvador - 2012
- Campeã do Tour de San Luis - 2014